# Uvulifer
Uvulifer ist eine Gattung der Saugwürmer, die im Dünndarm von Eisvögeln parasitiert. Die Gattung hat wirtschaftliche Bedeutung vor allem durch den Befall von Fischen, die als zweiter Zwischenwirt von deren Metazerkarien befallen werden. Diese sind einer der Auslöser der Schwarzfleckenkrankheit. Der Körper ist in einen Vorder- und Hinterkörper gegliedert, wobei der Vorderkörper deutlich kürzer ist. Der Bauchsaugnapf ist kleiner als der Mundsaugnapf. Die Hoden sind paarig, das Ovar liegt vor ihnen. Weitere typische Merkmale sind die Beschränkung der Dotterfollikel auf den Hinterkörper, das Vorhandensein einer muskulösen Ejakulationstasche sowie eine muskulöse Kopulationstasche, welche einen rückzieh- und ausstülpbaren Genitalkonus enthält, der von einer ventrolateralen muskulösen Vorhautfalte umgeben ist. Die Metazerkarien sind vom Neascus-Typ.

## Arten
Zur Gattung gehören folgende Arten:
- Uvulifer ambloplitis Hughes, 1927
- Uvulifer batesi Achatz et al. 2019
- Uvulifer ceryliformes (Vidyarthi, 1938) Bhalerao, 1948
- Uvulifer chandigarhensis (Mishra et Gupta), 1980
- Uvulifer cochlearis (Verma, 1936) Dubois, 1944
- Uvulifer elongatus Dubois, 1988
- Uvulifer giriensis Mishra et Gupta, 1980
- Uvulifer mehrai Chatterji, 1956
- Uvulifer pequenae Achatz et al. 2019
- Uvulifer prosocotyle Lutz, 1928
- Uvulifer semicircumcisus Dubois and Rausch, 1950
- Uvulifer spinatus López-Jiménez, Pérez-Ponce de León, & García-Varela, 2018
- Uvulifer stunkardi (Pande, 1938) Bhalerao, 1942
- Uvulifer weberi Dubois, 1985